# Лусідіо Вімаранеш
Лусідіо Вімаранеш (порт. Lucídio Vimaranes; бл. 850–922) — 2-й граф Португальський в 873—922 роках.

## Життєпис
Син Вімарано Переша, графа Портукаленс і Трудільди. Народився близько 850 року. Після смерті батька 873 року успадкував його володіння, графом Портукаленс його затвердив король Альфонсо III. 895 року Лусідіо разом з Ерменегільдо Гутьєрресом, графом Коїмбри, було довірено оборону південно-західних кордонів королівства від маврів. Втім у 899 році Гутьєррес названий графом Португалії, тому дослідники вважають, що Лусідіо втратив титул графа. Втім можливо, що тоді Португалія не була спадковим графством, а лише військовою територією, якою керували посадовці-графи. Таких можливо було декілько одночасно.
887 року вперше письмово згадується як член королівської ради (Curia Regis) Астурії. Ймовірно залишався на цій посаду, був радником королів до самої смерті, оскільки 917 року Лусідіо знову в офіційних паперах згадується як член королівської ради.
910 року отримав в пожиттєве володіння Луго, 911 року отримує посаду превізора в місті Думе. У 920 році після смерті Гутьєрреса продовжив прикордонну війну спільно з його синами — Аріасом, графом Коїмбри, та Гутьєрре, герцогом Галісії.
Помер Лусідіо Вімаранеш 922 року. Оскільки усі його сини померли до того, графство Портукаленс успадкувала його онука Мумадона разом з чоловіком Ерменегільдо Гонсалвішем.

## Родина
Дружина — Гуділона, донька Ерменегільдо Гутьєрреса, графа Коїмбри
Діти:
- Тедон
- Бермудо
- Алвіто
- Онека, дружина Дієго Фернандеса, графа Гімарайнш. Були батьками Мумадони, графині Португальської